# The Heist
Pour l’article homonyme, voir The Heist (émission de télévision).
Albums de Macklemore et Ryan Lewis
The VS. EP
(2010) This Unruly Mess I've Made
(2016)
Albums par Macklemore
The Language of My World
(2005)
Singles
1. Wings
Sortie : 20 juillet 2011
2. Thrift Shop
Sortie : 28 août 2012
3. Same Love
Sortie : 2 octobre 2012
4. Can’t Hold Us
Sortie : 17 avril 2013
5. White Walls
Sortie : 13 octobre 2013

The Heist est un album collaboratif de Macklemore et Ryan Lewis, sorti le 9 octobre 2012. Il a remporté le Grammy Award du meilleur album de rap en 2014.
Un drapeau de The Heist a été brandi sur le Space Needle de Seattle pour son titre Can't Hold Us.

## Liste des titres
Toutes les chansons sont écrites et composées par Macklemore et produites par Ryan Lewis, sauf exception notée.
| No  | Titre                                                    | Auteur                                    | Contient un (des) sample(s) de                     | Durée |
| --- | -------------------------------------------------------- | ----------------------------------------- | -------------------------------------------------- | ----- |
| 1.  | Ten Thousand Hours (featuring Lindsey Starr)             | B. Haggerty, R. Lewis, C. Mansfield       |                                                    | 4:09  |
| 2.  | Can't Hold Us (featuring Ray Dalton)                     | B. Haggerty, R. Lewis, R. Dalton          |                                                    | 4:18  |
| 3.  | Thrift Shop (featuring Wanz)                             | B. Haggerty, R. Lewis                     | Change the Beat (Female Version) de Beside         | 3:56  |
| 4.  | Thin Line (featuring Buffalo Madonna)                    | B. Haggerty, R. Lewis, N. Quiroga         |                                                    | 4:16  |
| 5.  | Same Love (featuring Mary Lambert)                       | B. Haggerty, R. Lewis, M. Lambert         |                                                    | 5:20  |
| 6.  | Make the Money                                           | B. Haggerty, R. Lewis                     |                                                    | 3:45  |
| 7.  | Neon Cathedral (featuring Allen Stone)                   | B. Haggerty, R. Lewis, A. Stone           | When a Woman's Fed Up de R. Kelly                  | 4:34  |
| 8.  | BomBom (featuring The Teaching)                          | R. Lewis                                  |                                                    | 4:56  |
| 9.  | White Walls (featuring Schoolboy Q & Hollis)             | B. Haggerty, R. Lewis, Q. Hanley, H. Wear |                                                    | 3:40  |
| 10. | Jimmy Iovine (featuring Ab-Soul)                         | B. Haggerty, R. Lewis, H. Stevens IV      | Woohoo de Christina Aguilera featuring Nicki Minaj | 3:53  |
| 11. | Wing$                                                    | B. Haggerty, R. Lewis, H. Wear            |                                                    | 5:00  |
| 12. | A Wake (featuring Evan Roman)                            | B. Haggerty, R. Lewis, E. Roman           |                                                    | 3:46  |
| 13. | Gold (featuring Eighty4 Fly)                             | B. Haggerty, D. Taylor, R. Lewis          |                                                    | 4:12  |
| 14. | Starting Over (featuring Ben Bridwell de Band of Horses) | B. Haggerty, R. Lewis, B. Bridwell        |                                                    | 4:11  |
| 15. | Cowboy Boots                                             | B. Haggerty, R. Lewis                     |                                                    | 4:18  |

| 16. | Castle      | B. Haggerty, R. Lewis | 4:18 |
| 17. | My Oh My    | B. Haggerty, R. Lewis | 4:17 |
| 18. | Victory Lap | B. Haggerty, R. Lewis | 3:34 |

| 19. | Thrift Shop (featuring Wanz) (clip) | 3:56 |

## Classements hebdomadaires
| Classement (2012-2013)              | Meilleure position |
| ----------------------------------- | ------------------ |
| Allemagne (Media Control AG)        | 6                  |
| Australie (ARIA)                    | 2                  |
| Autriche (Ö3 Austria Top 40)        | 14                 |
| Belgique (Flandre Ultratop)         | 11                 |
| Belgique (Wallonie Ultratop)        | 17                 |
| Canada (Canadian Albums Chart)      | 4                  |
| Danemark (Tracklisten)              | 25                 |
| Espagne (Promusicae)                | 46                 |
| États-Unis (Billboard 200)          | 2                  |
| États-Unis (Top R&B/Hip-Hop Albums) | 1                  |
| France (SNEP)                       | 19                 |
| Irlande (IRMA)                      | 6                  |
| Italie (FIMI)                       | 16                 |
| Norvège (VG-lista)                  | 15                 |
| Nouvelle-Zélande (RIANZ)            | 1                  |
| Pays-Bas (Mega Album Top 100)       | 18                 |
| Royaume-Uni (UK Albums Chart)       | 19                 |
| Royaume-Uni (R&B Albums)            | 1                  |
| Suède (Sverigetopplistan)           | 7                  |
| Suisse (Schweizer Hitparade)        | 10                 |

## Certifications
| Pays        | Organisme | Certification | Vente     |
| ----------- | --------- | ------------- | --------- |
| Allemagne   | BVMI      | Platine       | 200 000   |
| Australie   | ARIA      | 2 × Platine   | 140 000   |
| Canada      | CRIA      | Platine       | 80 000    |
| États-Unis  | RIAA      | Platine       | 1 105 000 |
| France      | SNEP      | Platine       | 100 000   |
| Royaume-Uni | BPI       | Or            | 100 000   |
| Suède       | GLF       | Platine       | 40 000    |